# Pipeline (Bregenz)

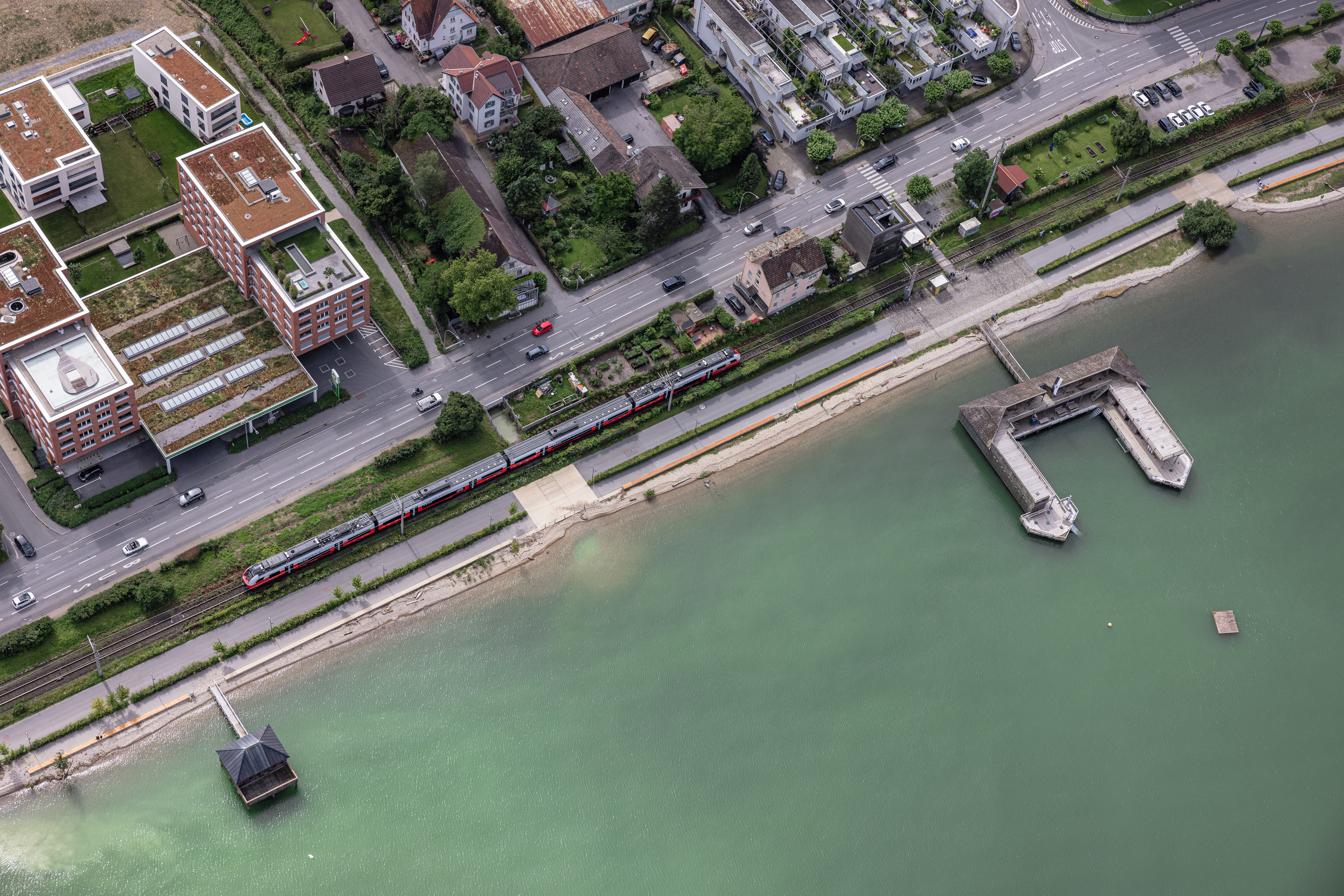
Luftbild der Pipeline

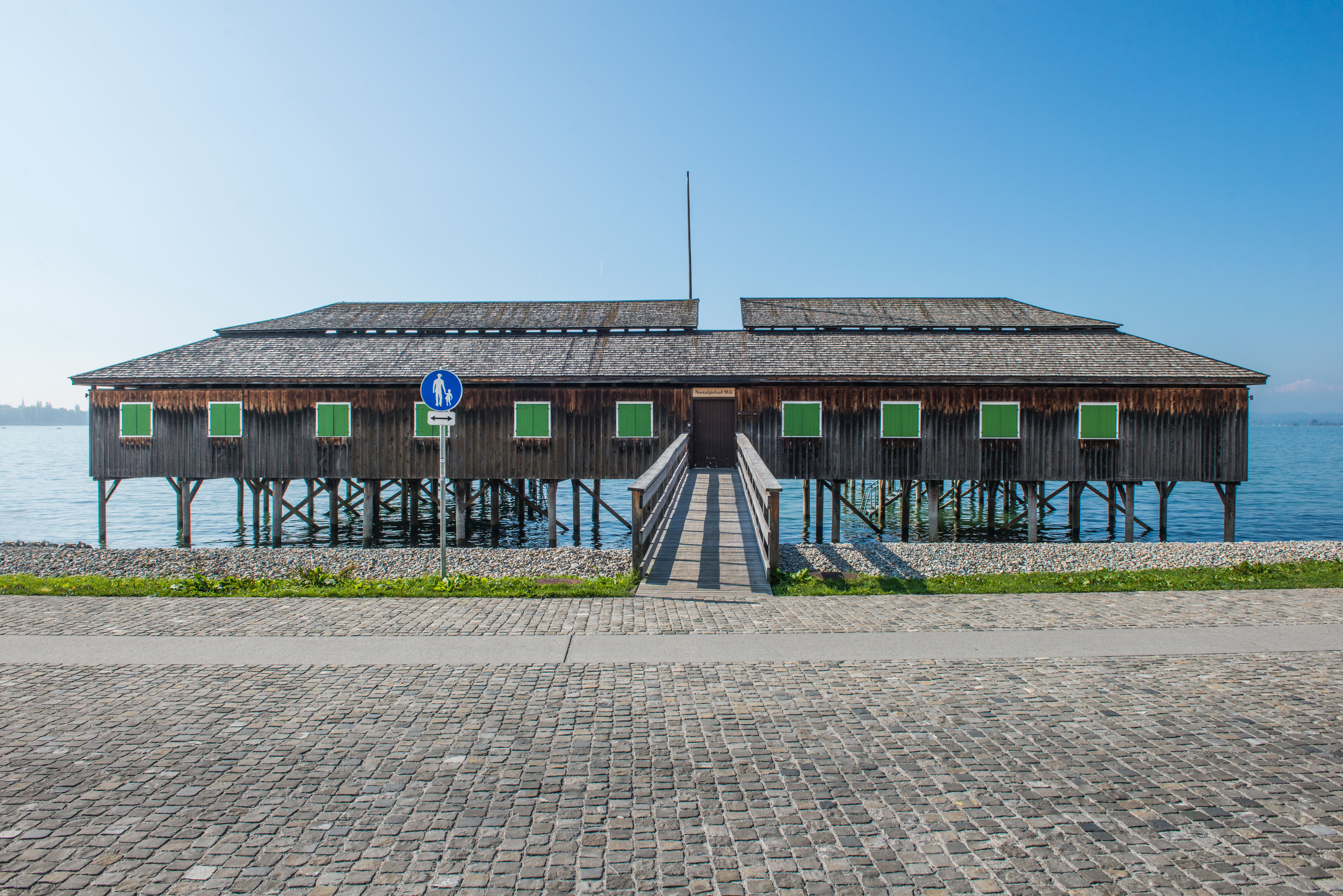
Ehemaliges Militärbad „Mili“ an der Pipeline

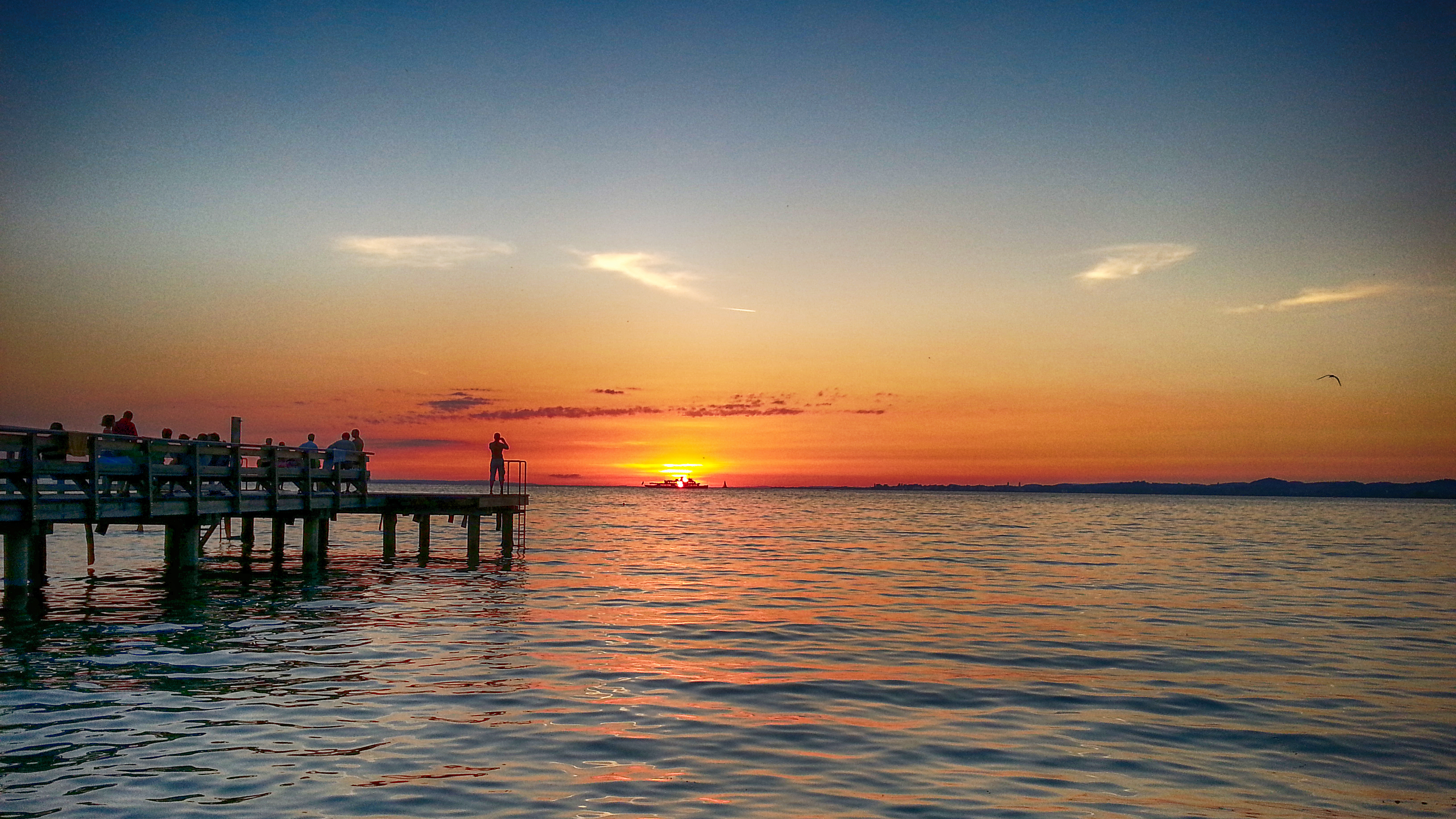
Ein in der 1. Ausbaustufe neu gebauter Holzbadesteg an der Pipeline bei Sonnenuntergang

Die Pipeline in Bregenz ist ein Naherholungsgebiet zwischen dem Bregenzer Hafen und der Gemeinde Lochau und wird als frei zugänglicher Badestrand sowie als Fuß- und Radweg auf ca. 1,7 km Länge am Ostufer des Bodensees genutzt.

## Geschichte
Älter als die Bezeichnung Pipeline ist der denkmalgeschützte hölzerne Pfahlbau ehemaliges Militärbad (der Bilgeri-Kaserne), vulgo (das) Mili.
Der Name des Gebiets mit dem  Badestrand geht auf die Central European Line, eine Erdölpipeline von Genua über Bregenz nach Ingolstadt, zurück. Sie wurde 1966/1967 errichtet, bis 1997 betrieben und anschließend stillgelegt. Seit der Stilllegung gab es Überlegungen zur Renaturierung des Ufers. Im Jahr 2011 wurde von der Stadt Bregenz entschieden, einen ersten Teilabschnitt zu sanieren, sodass Rad- und Fußweg räumlich getrennt sind und ein breiterer Strand entsteht.
In den Jahren 2014 und 2021/2022 wurden weitere Teilstücke saniert.